# Luc Bureau
Pour les articles homonymes, voir Bureau.
Luc Bureau, né en 1935 et mort le 2 mars 2023, est un essayiste et professeur québécois.

## Biographie
Il détient un baccalauréat et une maîtrise de l'université Laval, ainsi qu'un doctorat en géographie de l'université du Minnesota.
Il est professeur à l'université Laval depuis 1971. Il y enseigne la géographie culturelle et l'épistémologie des sciences humaines. 

## Œuvres
- Entre l'Éden et l'Utopie : les fondements imaginaires de l'espace québécois, Montréal, Québec/Amérique, 1984,  (ISBN 2890372030)
- La Terre et moi, Montréal, Boréal, 1991,  (ISBN 2890523772)
- Géographie de la nuit, Montréal, L'Hexagone, coll. « La ligne du risque » no 1, 1997,  (ISBN 2-89006-569-3)
- Pays et Mensonges - le Québec sous la plume d'écrivains et de penseurs étrangers, Montréal, Boréal, 1999, (ISBN 2-89052-963-0)
- L'Idiosphère. De Babel au village universel, Montréal, L'Hexagone, 2001,  (ISBN 2-89006-569-3)
- Mots d'ailleurs, Montréal, Boréal, 2004,  (ISBN 2-7646-0301-0)
- Terra Erotica, Montréal, Fides, 2009,  (ISBN 978-2-7621-2906-9)
- Il faut me prendre aux maux, récits, Québec, L'instant même, 2010  (ISBN 978-2-89502-276-3)
- Le Rat des villes, Québec, GID, 2014  (ISBN 978-2-89634-200-6)
- Mots du corps et de la terre. Dictionnaire irrévérencieux, Québec. GID, 2015  (ISBN 978-2-89634-242-6)
- Québec défiguré, Québec. Moult Éditions, 2023  (ISBN 978-2-92403-938-0)[3]

## Honneurs
- 1984 - Finaliste du Prix du Gouverneur général du Canada, catégorie études et essais de langue française, pour Entre l'Éden et l'Utopie
- 1997 - Mention spéciale du jury du Prix France-Québec
- 2015 - Chevalier de l'Ordre des Palmes académiques de la République française[4]